# Hemiphaga
Hemiphaga es un género de palomas propio de Nueva Zelanda. Presenta dos especies que hasta 2001 se consideraban subespecies.

## Especies
Se reconocen las siguientes:
- Hemiphaga novaeseelandiae, Kererū.
- Hemiphaga chathamensis, Parea.